# Лісний (Троїцький район)
Лісни́й (рос. Лесной) — селище у складі Троїцького району Алтайського краю, Росія. Входить до складу Біловської сільської ради.

## Населення
Населення — 105 осіб (2010; 101 у 2002).
Національний склад (станом на 2002 рік):
- росіяни — 100 %